# Sân bay Miandrivazo
Sân bay Miandrivazo (IATA: ZVA, ICAO: FMMN) là một sân bay gần thị trấn Miandrivazo, Madagascar.